# John Hadley
John Hadley (Bloomsbury, Londres, 16 de abril de 1682-East Barnet, Hertfordshire, 14 de febrero de 1744), fue un matemático y astrónomo inglés, introductor de notables mejoras en los primitivos telescopios reflectores.

## Semblanza
Hadley nació en Bloomsbury, Londres. Era  el hijo mayor de George Hadley y de su esposa Katherine FitzJames. Su hermano menor, George Hadley, llegó a ser un meteorólogo notable.
En 1717 John se convirtió en miembro (y más tarde vicepresidente) de la Royal Society. En 1729, heredó el patrimonio de East Barnet de su padre.
Murió en East Barnet en 1744 y está enterrado en el cementerio local con otros miembros de su familia. Se había casado con Elizabeth, hija de Thomas Hodges (miembro de la Royal Society y antiguo letrado general de Barbados), y tenía un hijo, John, nacido en 1738.

## Realizaciones
Basándose en el pequeño telescopio reflector presentado por Newton a la Royal Society, inició la tarea de pulir y construir un instrumento de mejor calidad; a base de tanteos descubrió un modo de mejorar la esfericidad del espejo, ayudándose para ello de una fuente de luz auxiliar.
Después de varios intentos prometedores terminó en enero de 1721 el primer telescopio reflector capaz de competir con los largos refractores de la época, que presentó en la Royal Society para su examen: el instrumento, de 15 cm de diámetro, tenía una calidad muy superior a la de los mejores telescopios de la institución. Enfrentado con el gran telescopio aéreo, de 37,5 metros de longitud, no solo demostró ser mucho más manejable (ya que apenas medía 1,8 metros) sino que su imagen era mucho más pura.
Estos éxitos animaron a James Short a fabricar telescopios reflectores de mayor diámetro y calidad.
En 1730 inventó el octante (o cuadrante de Hadley), aparato astronómico para uso náutico; en su honor Nicolas Louis de Lacaille bautizó con este nombre una constelación austral (Octans) en 1752.

## Eponimia
- En su honor se han bautizado dos accidentes en la superficie de la Luna: el Mons Hadley (en la posición 26.5N 4.7E) y la Rima Hadley (en 25.0N 3.0E).